# Gabon Airlines
Gabon Airlines is een Gabonese luchtvaartmaatschappij met haar thuisbasis in Libreville.

## Geschiedenis
Gabon Airlines is opgericht in 2006 en gestart met vluchten in 2007.

## Diensten
Gabon Airlines voerde in september 2011 lijnvluchten uit naar:
- Libreville, Parijs, Marseille, Douala, Franceville, Johannesburg, Malabo Isabel, Moanda, Pointe Noire, Sao Tomé, Port Gentil.

## Vloot
De vloot van Gabon Airlines bestond in juli 2016 uit:
- 1 Boeing 767-200
- 1 ATR-42